# Битка код Коронеје (447. п. н. е.)
Битка код Коронеје вођена је 447. године п. н. е. између снага Атинског поморског савеза са једне и Беотијског савеза са друге стране. Део је Првог пелопонеског рата, а завршена је поразом Атине.

## Битка
Атинска армија је десет година раније поразила снаге беотијских градова-држава у бици код Енофите и присилила их да се придруже Делском савезу. Делски савез је основан ради заједничке одбране полиса од Персије, али је од 449. године, након завршетка Грчко-персијског рата, постао искључиво средство остваривања атинске хегемоније над осталим чланицама. Из њих су прогнани локални олигарси. Они су, међутим, подигли устанке и повратили власт у неколико градова. Атина је послала војску од 1000 хоплита под командом Толмида. Толмид је без већег напора заузео Херонеју. Међутим, у близини Коронеје, атинским хоплитима се отворено супротставила беотијска армија. У бици су Атињани побећени и присиљени на повлачење из Беотије.
Последица битке код Коронеје је губитак атинске хегемоније у Беотији. То је Атику оставило отворену за нападе спартанске армије са копнене стране.